# Rotkopf-Ara
Der Rotkopf-Ara (Ara erythrocephala), auch als Grüner Jamaika-Ara bezeichnet, ist eine ausgestorbene Ara-Art von der Insel Jamaika.

## Beschreibung
Der Rotkopf-Ara wurde 1847 durch Philip Henry Gosse anhand von Berichten aus dem Jahre 1810 und 1842 beschrieben. Der erste Bericht stammt von einem Mr. White, dem Eigentümer des Oxford Estate auf Jamaika, der diesen Vogel 1810 in den Gebirgsregionen von Trelawny Parish und Saint Ann Parish gesehen haben will. Der zweite Bericht stammt von einem Reverend Comard aus dem Jahre 1842, der zwei große Aras im Gebirge von Saint James Parish beobachtet haben will. Nach Gosses Beschreibung war der Kopf des Vogels rot gefärbt. Der Nacken, die Schulter und die Unterseite zeigten eine hell- und gelbgrüne Färbung. Die größeren Flügeldecken und Federkiele waren blau. Der Schwanz war hellrot und blau an der Oberfläche. Das Untergefieder der Flügel und des Schwanzes war intensiv orange-gelb gefärbt.
Möglicherweise wurde diese Ara-Art bereits früher bei Johann Friedrich Gmelin unter dem Namen Anadorhynchus caerulens erwähnt. Sie wurde vermutlich durch Überjagung ausgerottet.